# IC 1654
IC 1654 — галактика типу SBa (компактна витягнута галактика) у сузір'ї Риби.
Цей об'єкт міститься в оригінальній редакції індексного каталогу.